# Jahna-Auenwälder
Die Jahna-Auenwälder bilden ein Naturschutzgebiet (NSG) im Landkreis Meißen in Sachsen. Das 34,24 ha große Gebiet mit der NSG-Nr. D 01 wird aus sechs Teilflächen in der Seerhausener Flutmulde gebildet. Die Flächen sind mit Auwaldresten bestanden und erstrecken sich über eine Länge von drei Kilometer bis nach Jahnishausen.
Das Naturschutzgebiet wurde durch die Anordnung Nr. 1 über Naturschutzgebiete des Ministeriums für Landwirtschaft, Erfassung und Forstwirtschaft (MfLEF) vom 30. März 1961 (GBl.II DDR S. 166) festgesetzt. Diese wurde geändert durch den Beschluss des Bezirkstages Nr. 69-11/1983 vom 23. Juni 1983 (Mitteilungen für die Staatsorgane im Bezirk Dresden Nr. 3/83, S. 22). Mit der Verordnung des Regierungspräsidiums Dresden vom 30. Mai 2008 (SächsGVBl. S. 347) wurde der Gebietsschutz in bundesdeutsches Recht überführt.

## Beschreibung
Im Gebiet befindet sich ein regional bedeutsames Restvorkommen der Schwarz-Pappel (Populus nigra) und im Bereich der Auwälder bei Jahnishausen ein bedeutsames Massenvorkommen von Märzenbechern (Leucojum vernum).

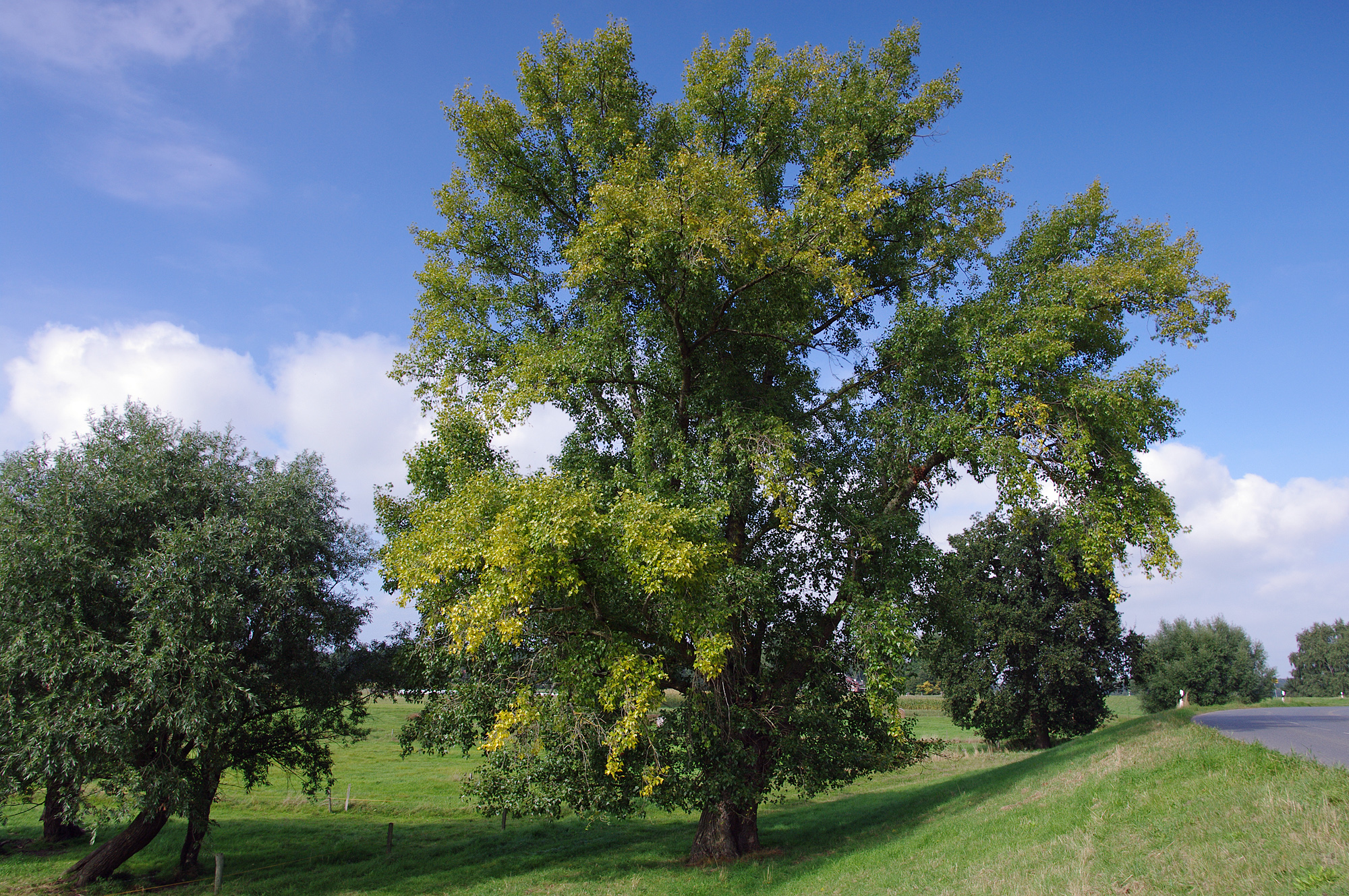
Schwarz-Pappel
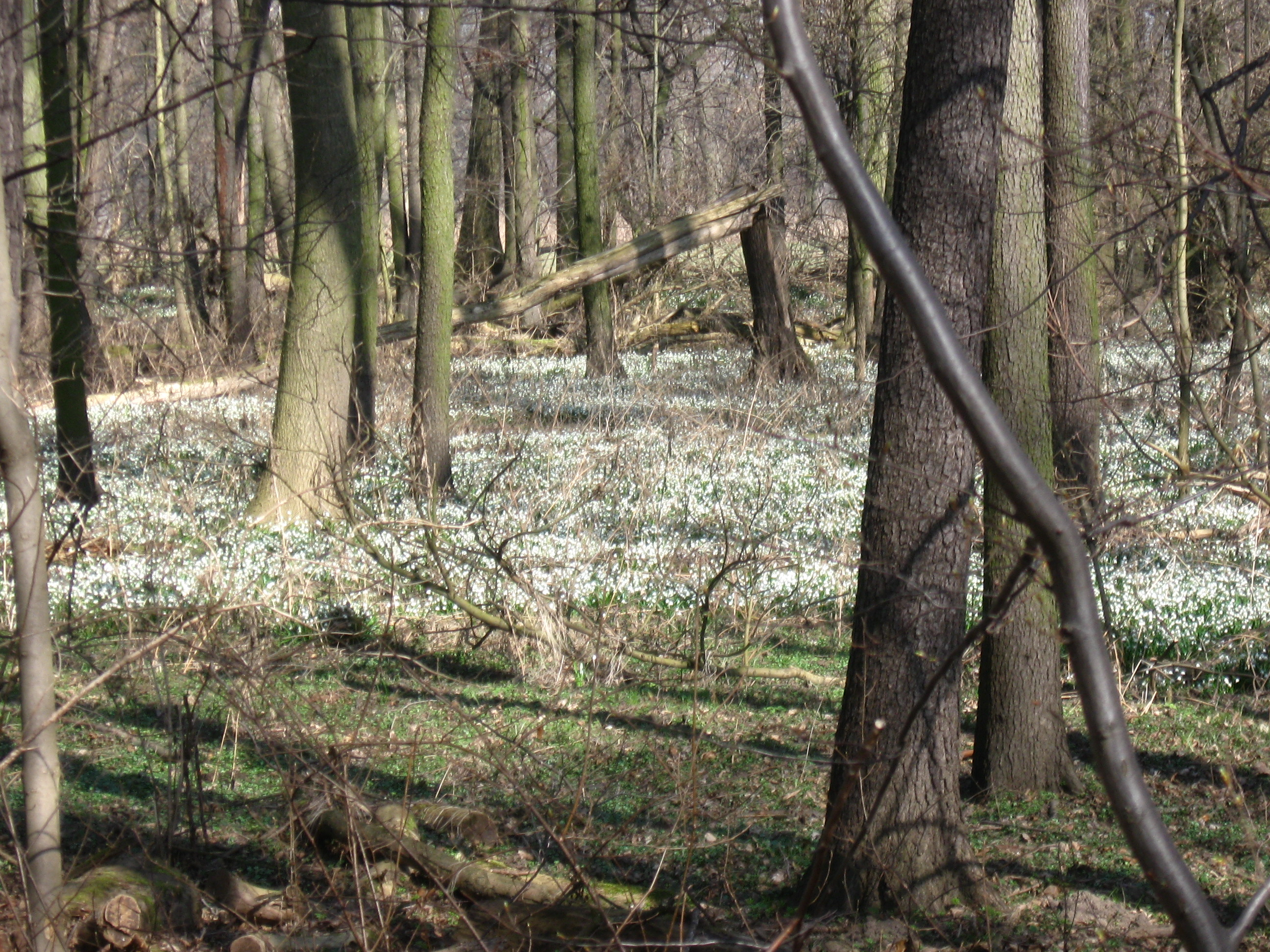
Märzenbecherwiesen bei Jahnishausen